# Großneuhausen
Grossneuhausen est une commune allemande de l'arrondissement de Sömmerda, Land de Thuringe.

## Géographie
Großneuhausen se situe dans le Bassin de Thuringe ; la Lossa traverse la commune et Kleinneuhausen.
|            | Kölleda        | Ostramondra |
| Sömmerda   | Großneuhausen  | Olbersleben |
| Vogelsberg | Kleinneuhausen | Ellersleben |

La commune se trouve le long de la Bundesstraße 85.

## Histoire
Au début du IXe siècle, Großneuhausen est mentionné dans un répertoire de l'archevêque de Mayence Lull des biens de l'abbaye d'Hersfeld sous le nom de Nihusun. La distinction avec Kleinneuhausen n'apparaît pas. Le village appartient alors au comté de Beichlingen.
Lors de la guerre des Paysans allemands entre 1524 et 1526, le village n'est pas impliqué mais reçoit une forte pénalité. En 1613, il subit une inondation. Il est pillé au cours de la guerre de Trente Ans. En 1626, la peste décime la moitié des habitants, de même qu'elle est présente en 1682. En 1654, le village est victime d'un incendie. En 1708, la foudre frappe le village qui est de nouveau incendié.
De 1708 à 1711, les seigneurs de Werthern construisent un château. Il sera une propriété de la famille jusqu'à l'expropriation en 1945.
Trente hommes du village meurent au moment de la Première Guerre mondiale.
De 1938 à 1945, un camp de travail est installé dans le château. 168 hommes et femmes de Yougoslavie, 95 personnes de Pologne, de Russie et d'Ukraine sont contraints à des travaux agricoles.
En novembre 1944, Elisabeth von Werthern se retire dans des pièces réservées dans le château avec sa fille après la mort de son époux Wolfgang von Werthern-Beichlingen. Le château accueille des réfugiés de l'est et est transformé en hôpital. En avril, les troupes américaines stationnent au château. La famille von Werthern fuit en Westphalie à cause de l'arrivée de l'Armée rouge en juin 1945.
Großneuhausen fait partie de la Zone d'occupation soviétique en Allemagne. Le commandement soviétique s'installe dans le château qui accueillait une quarantaine de familles de réfugiés. Le bâtiment intact après la guerre est démoli en février 1948 comme "symbole de l'oppression féodale". Les débris servent à la construction de nouvelles habitations. Les terres du domaine sont réutilisées dans le cadre de la LPG (Landwirtschaftliche Produktionsgenossenschaft). Malgré des efforts de l'État communiste, l'église Saint-Georges, bâtie entre 1727 et 1729, est très délabrée. Après la réunification, Elisabeth von Werthern lance une campagne de dons pour sa restauration qui a lieu dès 1990. Après la réunification, le nombre d'habitations baisse fortement à cause de l'émigration vers l'ouest.
Invités célèbres du château
- Auguste II, électeur de Saxe et roi de Pologne, vient à plusieurs reprises comme en 1729 dans le cadre de manœuvres militaires.
- Charles-Guillaume-Ferdinand de Brunswick-Wolfenbüttel, général prussien blessé après les batailles d'Iéna et d'Auerstedt en 1806.
- Louis Nicolas Davout, général français, vainqueur de la bataille d'Auerstaedt en 1806.
- Gebhard Leberecht von Blücher, général prussien, après la bataille de Leipzig en 1813.
- Gonthier-Victor de Schwarzbourg, en 1901.
- L'empereur Guillaume II, pour une chasse en 1902.

## Personnalités liées à la commune
- Johann Friedrich Weidler (1695-1755), mathématicien.
- Johann Gottlob Weidler (1708-1750), professeur de droit.
- Johann Adam Löw (1710-1773), théologien évangéliste.
- Hermann Muthesius (1861-1927), architecte.